# Монголска инвазија на Европу
Монголска инвазија на Европу трајала је од 1236. до 1242. године и означава нападе Монгола на европске земље.

## Увод
Татарска племена која лутају по Монголији уједињују се крајем XII и почетком XIII века под Темуџин (1154—1227), који се назвао Џингискан т. ј. велики хан (1206). О Татарима пише један кинески писац, савременик Џингисханов, следеће: »Татари се рађају и расту у седлу и на коњу; они се сами уче војничкој борби, јер цели свој живот проводе у лову. Зато немају пешадије, него само коњицу. Војске се може прикупити код њих неколико стотина хиљада. Готово нема код њих службеног дописивања, али сви, почев од врховног заповедника па до начелника хиљаде, стотине и десетине управљају лично. Сваки пут кад они хоће да заузму велики град, они прво наваљују на мања места, па, заробивши њихове становнике, гоне их на опсаду. Зато издају наредбу да сваки коњаник зароби десет људи; кад је овај број попуњен, сваки човек узима извесну количину траве или дрва, земље, камена; њих терају дан и ноћ, убијајући заостале. Приликом опсаде не штеде ни десетине хиљада жртава, и зато градови бивају увек заузети. По заузећу њиховом убијају, не штедећи, све, без обзира на то, да ли су стари или млади, лепи или ружни, сиромаси или богати, да ли се њима противе или не; никаква знаменита личност не може да избегне смртну казну ако им се она одупирала. После заузећа града деле плен сразмерно броју учесника у нападу између виших и нижих. Татарска земља богата је водама и травом, згодна је за коње и овце које им служе за храну; само кобиље млеко (кумис) довољно је да подмири глад и жеђ.«
Монголски коњи су били мали, мршави, али зато брзи, устрајни и навикнути на гладовање.

## Први талас инвазија

### Инвазија на Поволшку Бугарску
По извршеном уједињењу, Џингис-кан одводи своје хорде у Северну Кину коју покорава, па се потом окреће ка земљама на западној страни Монголије. Његова претходница прелази са јужних обала Касписког Мора, преко Кавказа, у степе око Црнога Мора и напада на Половце, који позивају у помоћ суседне руске кнежеве. Кнежеви Кијева, Черњихова, Галича и других јужних области, бојећи се да ће и они бити нападнути ако Половци буду побеђени, сакупљају велику војску и полазе у сусрет Татарима; али они претрпљују пораз на реци Калки (сада Калмиусу) године 1223, а руски кнежеви који су остали живи и заробљени подвргнути су нечовечним мучењима. Али Татари, не искоришћујући своју победу, окрећу се назад и ишчезавају у степама. Руси, који чак нису могли ни да увиде какви су њихови победиоци, виде у овоме догађају само једну кратку и пролазну буру; али се татарска опасност поново јавља после неколико година.
Године 1227. Џингис-кан умире, и ускоро потом његов наследник Огатај шаље свог нећака Батуа, или Батија, у завојевачки поход на запад. Године 1236. Батијеве хорде појављују се на левој обали Волге и подјармљују Прабугаре са Волге.

### Инвазија на Русију
У зиму 1237. Монголи су прешли залеђену реку и приближују се области Рјазања од које траже да се покори и да им плаћа данак; а кад је она то одбила, оне је опкољавају и пустоше, врше покољ становништва или га одводе у ропство. Рјазањски кнежеви долазе журно, али се не усуђују да нападну тако бројног непријатеља и склањају се у своје утврђене вароши, које Татари помоћу справа за разбијање зидова заузимају на јуриш.
Из Рјазањске области Батиј продире у област Суздаља и заузима једно за другим Москву, Владимир и Суздаљ, док његове трупе, растурене по читавој земљи, заузимају и пустоше остале градове. Међутим, велики кнез области Владимира, Георгиј Всеволодович, напушта своју престоницу, скупља војску и сусреће Татаре на реци Ситју у марту 1238. године; његова војска је уништена, а он убијен у бици.
Потом Батиј полази ка Новгороду, али се на сто врста од града зауставља због надошлих река — то је било у пролеће — те се враћа на југ, у степе Половаца. Ови су немоћни да му се одупру: једни су истребљени, други беже ка Дунаву и склањају се код Мађара и на Балканско полуострво, а остатак се стапа са Татарима, који се учвршћују у степама око Црнога, Касписког и Азовског Мора. Одатле Батиј предузима освајање Јужне Русије. Године 1239. шаље он у области Дњепра једну јаку војску која заузима Перејаслављ и Черњигов и уништава њихове браниоце. Године 1240 он полази лично у рат са главнином своје војске и опседа Кијев, који се не одупире дуго; он толико пустоши ту варош, да се она претвара у сеоце, јер шест година касније калуђер Плано Карпини, при проласку кроз њу, може да изброји једва 200 настањених домова, Од Кијева Батиј продужава на запад и осваја, поред осталих градова, још и Володимир и Галич, а потом прелази у Пољску и Угарску, где наилази на отпор који га приморава да се заустави и да пође натраг ка степама. Он оставља степе поред Азовског и Црног Мора једноме свом рођаку, а он се са главном татарском хордом, „Златном Хордом”, улогорује на обалама Дона и Волге. На реци Ахтуби оснива се као нека престоница Златне Хорде, град Сарај, престоница хана.
Татари ударају намет на освојене руске земље и постављају тамо управљаче, баскаке, са мањим одредима војника који имају дужност да надгледају становништво преостало после најезде. Татарски чиновници пребројавају становништво да би му наметнули порез. Једино су свештена лица ослобођена пореза, и: уопште узев, Татари остављају православној руској цркви све њене повластице и не прогоне је. Осим скупљања данка, они се не мешају у послове освојених области, које остављају руским кнежевима, али задржавају право да их потврђују у томе звању; зато руски кнежеви морају да одлазе у Хорду и траже од хана јарлик (повељу) који им даје кнежевску власт. Опљачкано и десетковано том свирепом најездом, руско становништво повија се под татарским јармом. Преостали кнежеви покоравају се такође; понекад они чак обуздавају покушаје побуне становништва, које губи стрпљење због глобљења и насиља што га врше скупљачи пореза. Тако Александар Невски, који је раније одбранио Новгород од Немаца, Литванаца и Швеђана, поставши велики кнез области Владимира, одржава у миру, чак и силом, становништво побуњено противу Татара. Када је прошло доба прве клонулости, Данило, кнез Галича, помишља да збаци татарски јарам, те тражи савезнике на Западу и почиње да подиже утврђења; али Татари наслућују његове намере и захтевају да поруши утврђења, те он мора да се одрекне својих планова. После Данилове смрти, за владавине његовога сина Лава, крајем XIII века, Татари упадају у Пољску и пустоше поново област Галич-Волинију толико, да се та покрајина још задуго није могла да опорави од тога удара нити да поврати некадашње благостање.

### Инвазија на Пољску
У јануару 1241. године, изванредном брзином Бату-кан долази до Пољске и пустоши два насеља у то време у Пољској, град Лублин и Завихост и суседне округе и земљишта, заробљавајући и мушкарце и жене, пољске и русинске народности. Пошто су пољске реке Буг и Висла биле залеђене Монголи (Татари) под вођством генерала Бајдара и Кадан, сина великог кана, стижу до Сандомјежа, тесно опседајући град са свих страна. Пошто су га освојили, 13. фебруара, Татари су убили градског бискупа, све свештенике калуђере и ђаконе, као и цистерцитске монахе и све људе и жене који су бранили град. Поклани су и старци и деца, док се само неколико људи спасило бегом у Краков.
Татари су тада продрли до града Поланиеца, на Чарној реци, и поставили су логор у селу Турско-Велке, када их је напао Владимир, војвода Кракова са 1 500 витезова, који су дошли у помоћ Сандомјежу. У бици су за дивну чудо Владимирови људи побили чак 1 000 Татара! Та шачица је на крају, ипак, поражена и побијено је 800 пољских витезова, док се Владимир спасао.
Истог дана Кадан је са 10.000 људи наишао на трећи отпор тог дана и то код села Терчека, где је успео да лако порази Пољаке и настави продор у Пољску.
Татари су кад су добили појачање наставили продор, и то им је циљ био Краков, престолница Малопољске. У зору, понедељка, 18. марта Бајдаова коњица је наишла на жесток отпор код града Хмјелњика, који је водио Владимир и војвода Сандомјежа, Пакослав, уз које је било само неколико хиљада људи. У Пољској војсци је, после борбе, било много палих за одбрану вере и отаџбине, а међу њима су били Владимир и Пакослав, али мали део војске је преживео, јер је побегао у шуме.
Сутрадан су Пољаци претрпели још један пораз код Тарзкова.
Дана 20. марта је дошло до битке код Раћибожа, где је рађибошки и ополски кнез, Мјешко II Дебели, победио малобројне Монголе и побио њих 400.
Дана 28. марта Татари су стигли пред напуштени Краков из кога је у шуме побегла читава његова популација. Бату-кан је тај град дао спалити опустошити и разорити. Том приликом је већи део града уништен. Тада је Бату-кан чуо за други важан пољски град, Вроцлав.
После тог пораза Пољаци су на Одри срушили све мостове да непријатељ не би прелазио реку. Чак су градили и бране да би се река излила и успорила Татаре. Кнез Мстислав Казимировац се сукобио са малом трупом Татарима, која је прешла Одру, али је сузбијен и побегао је у Вроцлав, Хенрику.
На то је у Пољској завладао страх и паника. Вроцлав је био снабдевен храном, као да су Татари ишли право на њега. Поред тога цела Хенрикова ризница, много витезова и људи. Сви витезови су се налазили у градској тврђави док су сељаци бранили градске бедеме. Тада је сва храна са некретнинама транспортована до замка.
Првих дана априла Пољаци из Шлезије и Малопољске предвођени Владиславом Ополским пружили су отпор Монголима код Ополе, али су поражени.
Почетком априла Татари спалили град и опсели дворац, али нису ни једном покушавали да га освоје. Пољак, Часлав, члан реда проповедања и први игуман манастира Светог Војка се склонио у Вроцлав. Према једној хроници Бог је чувши плач хришћана, помогао витезовима да одбране град.
Дана 9. априла, 14 000 Татара, под вођством Орда-кана, Кадана и Бајдара, су опсели град Легницу, чији замак је бранило више хиљада добро наоружаних људи. Хенрик се храбро борио, с вером у Бога и очекујући његову помоћ.
Тог дана је Хенрик II Пјаст, велики војвода Пољске, изашао на бојно поље с војском у којој је био кнез Мстислав Ополски, као и Болеслав Моравски и Мјешко Дебели. Хенрик је за сваки случај спалио Легницу да се Татари не би користили градом, ако га освоје. На бојно поље су тада Пољацима, тј. Краковско-Шлеској, Великопољској војсци, у помоћ дошли: Темплари, Хоспиталци, Свето римско царство, Моравска марка, Баварско војводство и Тевтонски ред. Цела хришћанска војска била је састављена од пешадије, у којој је било и пољских регрута, плаћеника, становника Легнице а и баварских рудара. Цела та војска састојала се од свега 6 500 витезова.
У тој бици су скоро сви пољски витезови затекли јуначку смрт. Само су се Мстислав, кнез Ополе, који се са неколико витезова повукао у Легнички замак и Мјешко, који је кукавички побегао. У борби је после тога пао и Болеслав Моравски.
Хенрик је погинуо у тој борби, тако што га је, када је подигао руку да убије Татара, убио други Татар, који се ту нашао да спаси Хенрикову жртву, тако што га је ранио убодом копља у руку. Пошто је то била рука којом је држао узде, Хенрик је пао с коња.
Тада су наступили велики метежи међу хришћанима, који су се скупили око њега и однели га ван битке, где су га Татари погодили са самострелом. Тако смртно рањеном и непокретном Хенрику је један Татар мачем одрубио главу и поцепао му одећу, оставивши Хенрика нагог.
Убивши Хенрика, Татари су посади Легнице показали његову главу, али је она, и поред погибије свог главнокомандујућег, храбро бранила град. Истог дана опсада се наставила и још истог дана Татари су били принуђени на узмак.

### Инвазија на Балканско полуострво
Пред Монголима дотрчаше у Угарску дивљи Кумани, 1239. године, који су пре становали у јужној Русији. Угарски краљ Бела IV прими Кумане, јер је њихов кан Кутен обавезао, да ће свој народ привести у крило хришћанске цркве. Но Угари почеше говорити, да је краљ довео Кумане само зато, да боље притисне Угарске великаше. У Будиму се месеца фебруара 1241. године сазвао угарски сабор, који такође устаде против Кумана. Угари су потом убили кана Кутена, нато се један део кумана повратио у Русију, али је Бату-кан одлучио да казни краља Белу, што је у своју државу примио монголске поданике. Бату-кан позове Белу, да се добровољно преда, али краљ одлучи, да ће бранити државу своју. Он позове под оружије читаво племство угарско и хрватско. Краљевом позиву се нису одазвали многи угарски великаши, са којима се Бела замерио на почетку владавине. Напротив је краљев брат и херцег Коломан довео у помоћ бројне чете хрватске.
Код места Мохи, на реци Шају, покуша Бела, са 65 000 људи да Монголима спречи даље продирање, али би страховито потучен, 11. априла год. 1241, а погинуло је 56 000 његових људи. Краљев брат, хрватски херцег Коломан, умре од задобивених рана у Чазми, а сам краљ Бела, бежећи, дође најпре аустријском војводи, а потом у Загреб, вапећи узалуд за помоћ. Из Загреба се 18. маја год. 1241. обратио и папи. Татари су пустошили и пленили немилосрдно, кољући при том све становништво, мушко и женско, старо и младо, без икаквих обзира. Језовит је опис савременог оца Рогерија о страдању Великог Варадина. Татари су се после победе делом расплинули по богатој Мађарској да траже пљачке; али, добар део пошао је и даље, да гони краља, сачекавши само да се реке, ради лакшег прелаза, замрзну и гора опадне. Сам Бату-кан није ишао даље од Драве, него је упутио вођа Кадана да иде за Белом све докле може. Краљ се, побегавши из Загреба, задржавао у тврдим приморским градовима, које татарска коњица, без опсадних справа и флоте, није могла да освоји. Пред Клисом су чак Татари претрпели и један мали пораз. На Приморју стиже Кадану наредба да се враћа, због немира који беху настали у њиховим далеким стаништима у Русији. Он се одазвао позиву и пошао назад, али сад ударивши преко Босне, Србије и Бугарске, тражећи нов плен. Његови одреди спуштали су се далеко на југ и оштетили су знатно градове Котор, Свач и Дриваст. На повратку њихове су чете биле свакако слабије, а и журиле су се, стога су Босна и Србија страдале мање него Хрватска и Приморје. У овом метежу и клању страдала су на мађарском подручју 3 архиепископа, 4 епископа и на 65.000 људи. По свом повратку ови Татари су на доњој Волзи основали своју моћну државу, добро познату под именом Златне Хорде.
Из захвалности што се на њиховом подручју могао спасти и одржати, краљ Бела је обасуо Хрвате многим повластицама. Још током год. 1241. потврдио је повластице Бабонићима, који су се храбро борили на западним границама против напада из суседства »de Theotonia«, а год. 1242. Франкопанима и Марину Црноти. Градови и острва: Трогир, Хвар, Петриња, Самобор, Вараждин, Нин, Паг, Вуковар у времену од год. 1242—1244. добивају потврде ранијих повластица (наводе се хронолошким редом), а понеки и по какво ново право. Задар је поново повраћен, истина за кратко време. 16. новембра год. 1242. Загреб, који је осетно настрадао од Татара, проглашен је за слободни краљевски град; на брду Гричу подигнута је та нова »civitas libera«, која је имала бити опасана најчвршћим зидом. Нови загребачки град био је дуго супарник каптолског старог града, више грађански и трговачки него онај и са више промета. Према краљу имао је ове обавезе: да му пошаље 10 војника кад краљ ратује у Приморју, према Каринтији или Аустрији; да му, за време боравка, за обед даје 12 волова, 1000 хлебова и 4 тунеле вина; а херцегу, кад је из династије, пола од тога. Сем Загреба, краљ награди и Крижевце (год. 1252) и Бихаћ (год. 1264). Развијање градова, и то добро утврђених, са јаким бедемима и тешко приступачним замковима, једно је од главних програмних дела краља Беле м остале властеле после овог тешког искуства са Татарима. Тада је, на пример, подигнут Медведград код Загреба, обновљен Вараждин, постављен Зелин-град и друга места. Са развијањем градова ишло је и јачање грађанског сталежа, трговаца и занатлија, који су у ово време били углавном немачки, нарочито позивани, колонисти. Надбискупији сплитској даровао је краљ год. 1244. целу цетинску жупанију. Било је извесних даривања и после ових првих година иза татарске најезде.
Ове повластице дадоше повода и многим распрама, нарочито у случајевима где је краљ, да награди једне, одузимао извесна места другима. Од тих сукоба узе највеће размере онај између Трогира и Сплита. Краљ Бела, бежећи испред Татара, беше у Трогиру нашао најлепши пријем и поуздано склониште за извесно време. Стога је 18. марта год. 1242. дао граду, уз извесне повластице, још и неке земље. Један део тих земаља, посебно Острог са околином, сматрали су Сплићани као своје власништво и стога не пристадоше на то уступање. Рат између њих прешао је брзо локалне размере. За Трогир се топло заузео краљ и наредио одмах да му се пружи војничка помоћ. Сплит, који је на тај начин обележен као антикраљевски, позвао је у помоћ босанског бана Нинослава, који после оних борби са Мађарима није могао важити као краљев пријатељ. Уз бана био је позван и хумски кнез Андрија. Нинослав се умешао у те далматинске борбе, постао чак кнез сплитски њиховим избором и почео борбе са Трогиром. Тврди, добро брањени трогирски град није могао да узме, него је само опустошио његову околину. Ово изазва енергичну интервенцију краљеву. По његовој наредби, славонски херцег Дионисије нападе Сплит и нагна га 12. јула год. 1244. на предају. У уговору о миру босански бан и хумски војвода беху нарочито искључени. Краљ Бела, да казни Нинослава, крену сам на Босну, негде у исто време кад и херцег Дионисије на Сплит. О том његовом походу немамо ближих података, али изгледа да није био крвав. Зна се поуздано да је око 20. јула дошло до мира, јер је тога дана краљ потврдио поседе босанске бискупије у споразуму са баном Нинославом и његовом браћом и великашима. У тој земљи Босни, каже се у краљевској повељи, узела је маха јерес и мало је људи који су присталице »праве вере«. Да помогне верској ревности правих католика, краљ је том приликом дао босанској цркви поседе у Ђакову и Блезни. Та краљева повеља је драгоцен прилог за историјску географију и црквену историју Босне и још увек није проучена у довољној мери.

## Касније инвазије

### Пољска експедиција против Татара
Године 1248. Земовит I Мазоски је покренуо експедицију против Татара, који је подржавао сам Болеслав, али експедиција се неславно завршила следеће године. Земовит је тим походом изгубио мноштво војника, па га је, са супругом заробио Казимир Кујавски.
Татари су се, међутим, осветили 1256. године, када су напали Малопољску, али су на крају били поражени.

### Друга инвазија на Пољску
Дана 30. новембра 1259. године два татарска (монголска) генерала — Бурундај и Берке-кан су напали Пољску и опљачкали Завихост и Битом. Војска од 30.000 људи, у којој је било Татара, Пруса, Русина и Кимана, је 2. фебруара 1260. године опљачкала и спалила град Сандомјеж и у катедрали Светог Јакова је побила 48 Доминиканаца.
Болеслава V Пјаста, владара Пољске, је тада због тог пада обузело велико жаљење, поред тога жалио је и што за седамнаест година није могао да се спреми за нову инвазију, па је, са супругом, побегао у Угарску (по неким историчарима, Болеслав је побегао у земљу Сиерадз), поверавајући Клименту од Рушче одбрану Кракова. Овај краљев бег је потпуно скрхао његов ауторитет.
Након спајања Бураундајеве и Беркејеве војске 12. фебруара, Татари су спалили Лублин, и спалили и опљачкали Краков, али сам Болеслављев замак нису могли освојити, јер га је бранило 3 000 коњаника и 6 000 пешадинаца, од којих је већина изгинула, док је татарска војска имала мало губитака. Већ до фебруара 1260. године, цела Татарска војска је напустила Малопољску, а Болеслав се вратио у напаћену земљу.
Јуна 1264. године, Болеслав је покренуо у рат против Татара да обнови своје старе поседе и 14. јуна је у борби код Кракова погинуо сам татарски кнез Комат, чији су поседи потом анексирани.

### Поход против Византије
Године 1265. Ногај, de facto владар Златне хорде, је прешао Дунав, где није затекао никакав отпор, јер су се све византијске снаге пред њим повукле. Опљачкао је Бугарску, па прешао у Тракију. Византијски цар Михајло VIII Палеолог је, 1266. године, да би спасио царство своју кћер Ефросинију Палеологину удао за Ногаја.

### Побуна против Татара у Бугарској
Око 1275 у Бугарској је избила побуна против цара Константина I Асена, а вођа тог устанка био је Ивајло. Он је у неколико наврата поразио Татаре и чак 1277. године убио цара, али тек 1278. године је успео да освоји Трново. Византијски кандидат за бугарски престо Јован Асен III је почетком 1279. године освојио Трново. Ивајло није успео да га освоји, али је поразио две војске које су кренуле у помоћ опседнутом Трнову. Асен је на крају побегао из Бугарске, а на бугарски престо је дошао Куманац Ђорђе I Тертер. Ивајло је око 1280. године дошао Силистру, па из ње отишао Ногају тражећи помоћ, али нешто касније Ногају је дошао и Асен. Ногај је 1281. године током једне гозбе наредио Ивајлово погубљење.

### Лав Данијелович
Дана 7. децембра 1279. године умро је у Кракову остарели војвода Болеслав Пјаст. Моћан племић Лав Данијелович, господар Халицког, је напао Краков јер је желео постати нови војвода, али су Краковски бољари били јаки и нису му хтели дати земљу и изабрали су Лешка Црног, усвојеног Болеслављевог сина, за војводу.
Лав је кад је видео да му опсада Кракова неће успети отишао у Украјину de facto кану Златне Хорде, Ногају. Ногај му је у помоћ послао кнежеве Кончака, Козиеја и Кубатана. Када је дошла зима, Лав се повукао у Украјину и своје синове Георгија, Мстислава и Владимира, као и Мстиславовог сина, Данила, оставио као таоце. Лав је потом са огромном војском, у фебруару 1280. године опсео Сандомјеж, прешавши, са својим пуком, залеђену реку Вислу, са својим синовима Георгијем, затим Мстиславом и његовим сином, Данила, где је чекао да му у помоћ стигну Татари. Када су му стигли Татари у помоћ, војска је неко време стојала пред Сендомјежом без борбе, а онда је Лав напао и градски заповедник Владимир, са својим пуком, једва одбранио град. Лав је потом угрозио Лублин и кренуо је ка Кракову уништавајући све што му се нашло на путу, али ова сила је под Краковом 23. фебруара разбијена и сузбијена. У борби је погинуо татарски заповедник и део Татара и до ногу потучен и посрамљен Лав се повукао.
Лешко Црни је схватио да није довољно да се брани, ваћ да је морао и да напада, након петнаест дана, скупивши војску у којој је било тридесет хиљада коњаника и две пешадијске војске, напао је Лава, који се склонио у Русију. Прво је освојио Лавов град Пшеворск, 7. марта и побио сву популацију у њему, не поштедевши ни децу ни старце и после тога се повукао, али то није дуго трајало, јер је већ 8. марта организовао напад на Русију, где је освојио многе напуштене градове. Ни олује га нису спречиле у томе, али Лав је побегао дубоко у Русију па Лешкова војска није смела да га прати. По повратку у Пољску, Лешко је наставио пљачкања Лавових области, где је Лавовим поданицима отео стоку. У овој пљачки - како они пишу историчари - пет хиљада људи је погинуло, а четири хиљаде је било заробљено.
Монголи (Татари) су у зиму 1282. године опсели Лублин, али су поражени када их је Лешко напао на Нереву.

### Први поход на Србију
Године 1282. Ногај је послао 4 000 Татара у Цариград, да из града потисну побуњеног тесалијског војводу Јована I Дуку, али Михајло је умро, а на власт је дошао његов поводљив син Андроник II Палеолог, који није користио Татарску војску за рат против Тесалије него против Србије, у коју су, предвођени Михаилом Главасом Тархонијатом, продрли до Липљана, Призрена и набујалог Белог Дрима, због тога нису успели да продру дубље у Србију. Део татарске војске, предвођен Чрноглавом покушао је на коњима да преплива Бели Дрим, али нису успели и подавили су се, док је Чрноглава са делом војске успео да преплива реку, али су сви изгинули у сукобу са српском војском. Чрноглавина глава на колцу је послата српском краљу Милутину.

### Друга инвазија на Угарску
Година 1284. или 1285. Ногај је заједно са Талабугом и Куманима извршио инвазију Угарске. Татари су се поделили у две трупе. Прва трупа, предвођена Ногајем је напала Ердељ и опљачкала градове Регин, Кронштат и Бистрицу, док је друга трупа предвођена Талабугом напала север Угарске, али је била успорена великим снеговима са Карпата и поражена код Пеште, од стране угарског краља Ладислава IV. Друга трупа је нападана из заседе од стране Секеља за време повлачења и тако је погинуло много Татара, па је рат завршен татарском поразом.

### Освајање Бугарске
Ђорђе Тертер је по доласку на власт објавио рат Византији, Ногајевој савезници. После пораза бугарских савезника 1282. године Татари предвођени Ногајем су опустошили Бугарску. На крају 1285. године Ђорђе је морао да да свог сина Теодора Светослава за таоца, а Теодорова сестра Хелена је удата за Ногајевог сина Чаку. Године 1292. Ногај је поново напао Бугарску. Пред њим је у Византију побегао Ђорђе Тертер, на власт је дошао Ногајев кандидат, сопотски војвода Смилец.

### Други поход на Србију и склапање мира
Српски владари Стефан Драгутин и његов брат, краљ Србије Стефан Урош II Милутин су освојили Браничевску област од самосталних бугарских великаша Дрмана и Куделина који су из те области пљачкали поседе Стефана Драгутина. Након тога је и тадашњи татарски вазал и видински кнез Шишман I покренуо напад на Србију. У нападу је поражен а српска војска му је заузела области све до Видина. Након, склопљен је мир и Шишман I постаје српски вазал.
Протеривање Дрмана и Куделина, који су пред Србима побегли свом de jure суверену татарском кану Ногају, као и Шишманово признавање српске врховне власти уместо татарске, покренули су Ногаја да се окрене збивањима на Балканском полуострву и утврди своје позиције на њему. Он је због тога покренуо велику војску ка Србији са циљем да се разрачуна са Милутином и његовом офанзивом. Краљ Србије је био свестан Ногајеве војне надмоћи, због чега му је у сусрет уместо војске, упутио посланике да преговарају о склапању мира. Ногај је његове посланике примио и сагласио се са њима о склапању мира којим је признато уз Милутиново обећање да су његове акције против бугарских великаша биле дефанзивног карактера и да он не планира да се проширује на исток на рачун других Ногајевих бугарских вазала. Сам кан је са своје стране тражио од Милутина таоце који ће бити гарант да ће се Милутин придржавати уговорених обавеза, што је краљ Србије испунио пославши кану свог сина Стефана Дечанског и децу својих виђенијих великаша, тако да је 1292. године између њих закључен мировни уговор који су испоштовали обојица. Ногајеви мотиви за склапање овако повољног мира са Србијом у позицији јасне војне надмоћи нису познати, али је највероватније да он сам није био претерано заинтересован за Балканско полуострво и ширење на њему.

### Трећа инвазија на Пољску
Надбискуп Јакуб Свинка је прогласио крсташки рат против Монгола 1284. године, али он никад није реализован.
Монголи су децембра 1287. године у савезу са Володимиром од Волиније, Мстиславом од Луцка, Левом од Галича и са 30.000 људи напали Пољску. 7. децембра северни одред Татара предвођен Талабугом је био у близини града Володимир, где је Талабуга поставио камп. После тога су са муком прешли реку Вислу код Завихоста, али пошто следећа река на коју су наишли није била замрзнута нису могли да продру дубље у Пољску. После неког времена кренули су према Сандомјежу, који нису опседали, али су оставили своје русинске јединице под градом и оне су претрпеле потпун пораз под тим градом, као и под Краковом. Слабо снабдевене татарске јединице нису ни пљачкале ни освајале, а и нису могле освојити утврђене градове. Покушали су да освоје Лујса Гору, али их је до ногу потукао Лешко са 15 000 људи у бици код Лагува, али их није протерао са својих територија. После овог пораза, 20. децембра их је код Кјелце напао краковски војвода Вавел. Тада је Талабуга био приморан да се повуче из Пољске и у јануару 1288. године налазио се у повлачењу код Лавова.
За то време Лешко се налазио у Угарској тражећи помоћ, који је добио од племића Ђорђа Соварског.
Дана 24. децембра је, ка Пољској, кренуо нови татарски одред под вођством господара Украјине и Галиције-Волиније, Ногаја. Истог дана Татари упадају у Малопољску и опседају Краков, у који је нешто пре тога из Сандомјежа стигао Лешко да припрема град за одбрану. Пошто је град био добро припремљен за опсаду и због напада угарског краља Ладислава, Ногај напушта опсаду, пљачка садашње Малопољско војводство и чак становнике наговара на побуне и они су током 1288. године опљачкали сам Краков. Том приликом је опседнут је град Стари Сонч, чији је вођа бранитеља био Ђорђе Соварски. Тај град је био још боље припремљен за опсаду и имао је више бранитеља. У међувремену Лешко је раскинуо савез са Угарима и напао их је, а у Пољској га је заменио Владислав Ниски, који је Ђорђу дао наредбу да скупи угарске војске у Пољској и порази Татаре код Старог Сонча. После тог тешког и потпуног пораза Татари су опљачкали регион Подхале, па су разорили угарски град Подолињец. Пред излаз из Кошћелиске долине, код Црног Дунајеца Татаре су напали пољски горштаци. После те битке кренули су у повлачење и већ крајем јануара Ногај се са својом војском налазио у Галицији. У тој експедицији Ногај је заробио око 20.000 људи.

## Последице

### У Русији
Татарски јарам је имао као велику последицу то, да је одвојио Русију од Западне Европе. Затим, он је допринео знатно суровости и грубости народних обичаја и административне праксе. Много оријенталског ушло је преко Татара у руски живот. Позајмила је Русија, управо Москва, можда и понеку корисну црту у организацији власти, финансија, статистике, али се ова позитивна добит сасвим губи при упоређењу са големим злом, које су зла времена несумњиво донела.
Великокнежевско достојанство припадало је после смрти Јурија II његову брату Јарославу (1238. до 1246), кога су татарски ханови у његовом звању потврдили. Њега је после дужег низа промена и колебања (1246—1253) наследио његов син Александар, звани Невски, кнез новгородски (1253—1263). Кнезу Александру пало је у део да брани северозападну Русију од Швеђана и Немаца. Швеђани су онда продрли у Финску и појавили су се године 1240. на Неви. Ту су били потучени од кнеза Александра (одатле је и добио надимак Невски). Немци, управо немачки ритери монашких редова Маченосаца и Крстоносаца или Теутонског Реда утврдили су се у то време у пределима финских племена Лива и Еста, дуж обале Ришког Залива, па су се постепено раширили и у басену реке Прегела и све до Мазурских Језера, одазвавши се на позив пољског кнеза Конрада Мазовецког и уништивши литванско племе Пруса. Трговачке су везе Руса са тим ритерима биле веома живе, те је из прве половине XIII столећа сачувано више руско-немачких уговора. Један од њих садржи читаву »трговачку правду«, т. ј. трговачки законик. Ови »божји дворјани«, како су се сами звали, ударили су и на Русију и године 1241. освојили Псков. Ту се јавио кнез Александар са својом војском, те је Маченосце на леду Чудског Језера потпуно потукао. На тај је начин заустављено напредовање Немаца у руске пределе (1242). По примеру и трудом Немаца почела су да се постепено буде и да се уједињују разна литванска племена у басену Њемена. Она почесто наваљују на руске пределе, али је Александар одбио и њихове навале. Он је највећу славу добио својом изванредно вештом политиком према Татарима. Добро схвативши да Руси тога времена не могу издржати борбу с Татарима, он је напорно радио на томе да народ и земља што мање пате. Нарочито је тешка била година 1257, када су из Хорде дошле у Русију гомиле татарских чиновника, војних шефова различног положаја, као и читаве чете пописивача становништва. Свуда је дошло до отворених буна и окршаја са Татарима и до убистава појединих татарских званичника. Али највише су се одупирали попису и плаћању данка Новгороци. Велики кнез Александар успео је ипак да заштити Русију од већих беда. Зато, када је на повратку из Хорде умро на Волзи, јаук се разлеже широм целе руске земље.
Велики кнежеви после Александра Невског, који су се измењивали уз различите интриге у Хорди, а понекад и уз борбе у самој Русији, нису, све до појаве московске династије Даниловића, играли неку нарочиту улогу и ни по чему се нису истакли. Са насловом »великих кнежева владимирских и целе Русије« они су већим делом седели у својим »удеоним« кнежевинама. Неке од споредних кнежевских столица подигнуте су у току времена на част великокнежевских, тако да се у североисточној и средњој Русији јавило више великих кнежевина: тверска, смољенска, јарославска, рјазанска, њижегородска. Владимирска је ипак остала наглавнија, »сверуска«. све док није Москва коначно заменила Владимир. Руски се народ Владимира као своје престонице више готово и »не сећа«.
Односи кнежева према становништву све више носе обележје феудално. Државна власт је раздељена између огромног броја носилаца. Манастири суделују веома активно у колонизацији и обрађивању дивљих простора. Доба првих великих кнежева владимирских време је веће градитељске и у исто време уметничке активности. Тих година у некадашњој суздаљској Русији створена су дивна уметничка архитектонск адела,сачувана и до данас. Имамо ту и лепих образаца кипарства и резбарије у камену (високи и ниски рељеф). Уз стране мајсторе (Грке и Талијане) раде и домаћи. Али касније запажа се дивљаштво, сиромаштво, назадак укуса, немогућност уметничке делатности, што се све потпуно објашњава тешким економским приликама и ужасном политичком ситуацијом. Назадак и мртвило опажа се и на пољу просвете и књижевности. Нема ниједног књижевног имена или дела суздаљске Русије које би вредело споменути у једном кратком прегледу.
Од владавине Катарине II, руски националисти уобичајили су да називају „татарским” све што им се није свидело у прошлости Русије и у руском карактеру. Насупрот томе, њихови политички противници, радикали, приписивали су татарском утицају деспотизам, застарела схватања и злоупотребе које су желели да уклоне. За њих је „татарски” значило исто што и „московски”; ако је московски деспотизам уништио клице демократске владавине, засноване на суверености народа, коју они желе да открију у премонголском добу, учинио је то уз припомоћ Татара, њихових схватања и њихових установа. Прижов, један радикал из година 1860—1870, пружа нам леп пример њихових тврђења: „Москва се братимила са Татарима, и под заштитом њиховог антинационалног система успела је да присаједини области Новгорода, Пскова, Твера, Рјазања ... У Москви, одвојен од Јужне Русије, утврдио се читав један московски свет. У XV веку, када други словенски народи почињу да се препорађају, Москва улази у еру коначног опадања. Писменост, просвета, књижевност, уметност, међународне везе, све што је цветало у Кијеву у XII веку, у Москви је угасло. Руска правда побегла је на небо, а у Москви су шиканирање и сплетка заузели њено место”. Политичка централизација, развој деспотске власти, грубост примитивних обичаја и казненог закона, све је то по тврђењу радикала позајмљено од Татара. У иностранству се наилази на иста схватања код противруских историчара: Византија, Татари, Москва, то би били узастопни утицаји којима би се могла објаснити усамљеност Русије и трајање њенога „варварства”. Исто су тако руски евразисти склони да преувеличавају татарски утицај; али, насупрот радикалима, томе се треба радовати, а не жалити због тога. Они супротстављају — као што су чинили славенофили и у скорије време Освалд Шпенглер — монголску „културу” европској „цивилизацији”, и по њиховим речима баш та монголска прошлост омогућиће Русији да избегне европску декаденцију и да у свету изврши своју будућу цивилизаторску улогу.
Занимљиво је да се и критичари и обожаваоци Истока слажу у тврђењу да је московски дух исто што и онај источњачки дух који не може да прими европску културу. Оваква унапред створена мишљења су у супротности са историјом, те се у даљем излагању нећемо на њих обазирати. Историчари, а нарочито представници московске школе, супротстављају томе тврђењу идеју једне самоникле и правилне историјске еволуције, за коју тврде да јој татарско господарство није могло дубоко изменити правац. Да би се објаснило опадање Кијева није потребно позивати се на монголску најезду, јер је оно било наступило још пре ње. Уистину, напредак Кијева није могао надживети сасвим спољне узроке који су га створили, а то ће рећи доба оснивања норманских држава и проширивање арапских калифата које се завршило у XI веку. Јер је на спољној трговини почивала позајмљена култура Кијева, а та трговина уништена је арапским опадањем и истодобним слабљењем Византије. Исто тако, да би се објаснило уздизање кнежевине Суздаља и Владимира, довољно је — уместо прибегавања татарском утицају — сетити се новога политичког режима што га је завео кнез у тој области која се тек насељавала. Татарска најезда, која је раселила степско становништво, само је једна епизода вековне борбе започете у преисторијском времену између номада са југа и пољопривредника из велике руске шуме.
Иако треба одбацити претеривања националиста, радикала и евразиста, ипак не би требало мислити да татарско господарство није оставило никаквих трагова у Русији. Оно је имало непосредних последица, од којих је главна помоћ коју су татарски владари пружали московским кнежевима. Оно је извршило известан утицај и на спољне облике рускога живота; али утицај правих татарских елемената био је много мањег обима и трајања него утицај Истока уопште, па и тај источњачки утицај био је слабији него утицај византијске културе, која је надживела сјајно доба Кијева. Важно је да се добро разликује кад је и шта позајмљено од источњачких установа. Иако порески систем, као што ће се видети, има извесне везе са татарским начином прикупљања пореза, извесне војне и политичке установе из XVI века створене су по угледу на Турску, која их је уосталом и сама делимично позајмила од Византије. Схватање да је владар сопственик читаве државне територије и да сви треба да служе држави заједничко је и царевини византских василеиса, муслиманских калифа и падишаха, као и држави московскога цара.
Татарска најезда имала је и посреднијих и далекосежнијих резултата. Освајање јужних степа пресекло је коначно саобраћајне везе између Русије и Византије, довршавајући тако оно што су Печењези и Половци започели. Она исто тако одлаже за неколико векова силажење становништва из Средишне Русије ка степској црници. Страховита пустошења што су их вршили освајачи и ропство које је после тога наступило ослабило је руске области и довршило разједињавање које их је одавно подривало. Она су убрзала, иако нису изазвала, пропадање кнежевина на југу и западу и ширење оних из средишне равнице између Оке и Волге. Кнежевине на западу и југу губе скоро потпуно своју отпорну снагу и падају једна за другом под власт својих западних суседа Мађара, Пољака и Литванаца. Што се тиче оних на северу оне су успеле да одбију своје западне непријатеље и потпуно се предале бризи о своме сопственом животу и својој независности, те нису способне да пруже помоћ удаљеним покрајинама. И тако се историја Северне Русије и историја Јужне и Западне Русије крећу у различитим правцима. У исти мах се покрајинска обележја рускога становништва у равници Источне Европе коначно учвршћују, те се тако завршава развитак започет почетком XIII века. Имена некадашњих словенских племена ишчезавају. Насупрот томе, географска расподела становништва и стварање покрајинских наречја доводе до поделе Источних Словена на три велике гране: Великорусе, који се даље деле према њиховим наречјима на Северне, Средишне и Јужне Великорусе; Малорусе, познатије од пре извесног времена по њиховом другом називу Украјинаца и Белорусе.

### У Србији
Ова татарска најезда имала је свог одјека и у Србији. Смрт цара Асена и метеж створен провалом Татара изазваше у Рашкој нову промену на престолу. Краљ Владислав, који беше изгубио свог таста заштитника, пао је исто онако као и краљ Радослав, његов ретходник, после пораза цара Теодора Епирског. На престо дође Владиславов брат, краљ Урош. Док је Владислав приликом промене на престолу био по свој прилици негде затворен, његова је жена, из Дубровника, покушавала све да поправи ситуацију своју и свога мужа, али јој сви напори осташе узалудни. Касније је између браће дошло до измирења. Владислав је признао врховну власт Урошеву и живео је, изгледа, у Зети, вршећи тамо извесне јавне функције. Његова два лепа лика у Милешеву, рађена очевидно као портрети, приказују Владислава с извесним меким, готово женским, цртама, којима плава коса и топле велике очи дају још више благости и чак извесне љупкости.
Унутрашњи сукоби око престола нису земљи донели већих потреса, нити су, једном свршени, представљали опасност за унутрашњи поредак у Србији.